# Хуэйсянь (Ганьсу)
Хуэйсянь (кит. упр. 徽县, пиньинь Huī xiàn) — уезд городского округа Луннань провинции Ганьсу (КНР).

## История
При империи Хань в 111 году до н. э. был создан округ Уду (武都郡), в составе которого в этих местах был образован уезд Хэчи (河池县). В эпоху Троецарствия эти земли стали ареной борьбы между царствами Шу и Вэй.
В IV веке за эти земли вели борьбу государства Чоучи и Ранняя Цинь. При империи Северная Вэй здесь был создан уезд Гуанхуа (广化县), а юго-восточная часть современного уезда Хуэйсянь вошла в состав уезда Сыань (思安县). При империи Северная Чжоу уезды Гуанхуа и Сыань были подчинены округу Гуанхуа (广化郡) области Фэнчжоу (凤州).
При империи Суй в 583 году округ Гуанхуа был расформирован, и уезды Гуанхуа и Сыань стали подчиняться напрямую властям области Фэнчжоу. В 601 году уезд Гуанхуа был переименован в Хэчи, а впоследствии уезд Сыань был присоединён к уезду Хэчи.
После монгольского завоевания область Фэнчжоу была в 1264 году переименована в Хуэйчжоу (徽州). В 1270 году уезд Хэчи был расформирован, а его земли перешли под непосредственное управление областных структур; в составе области остался лишь один уезд — Ляндан.
При империи Цин в 1729 году уезд Ляндан был выведен из состава области, а сама область понижена в статусе и стала уездом — так появился уезд Хуэйсянь.
В 1949 году был образован Специальный район Тяньшуй (天水专区), и уезд вошёл в его состав. В 1958 году уезды Чэнсянь, Хуэйсянь и Ляндан были объединены в уезд Хуэйчэн (徽成县).
В 1961 году три уезда были восстановлены, и вошли в состав выделенного из Специального района Тяньшуй Специального района Уду (武都专区). В 1968 году Специальный район Уду был переименован в Округ Уду (武都地区). В 1985 году округ Уду был переименован в округ Луннань (陇南地区).
В 2004 году был расформирован округ Луннань и образован городской округ Луннань.

## Административное деление
Уезд делится на 13 посёлков и 2 волости.